# 大いなる遺産 (2012年の映画)
『大いなる遺産』（おおいなるいさん、Great Expectations）は、2012年のイギリスの青春映画。
監督はマイク・ニューウェル監督、出演はジェレミー・アーヴァインとホリデイ・グレインジャーなど。
原作はチャールズ・ディケンズの『大いなる遺産』。
日本では劇場未公開で、2018年7月5日にWOWOWで放送された後、2019年1月8日にDVDが発売された。

## キャスト
- ピップ: ジェレミー・アーヴァイン
  - 若年期: トビー・アーヴァイン[注 1]
- ジャガーズ弁護士: ロビー・コルトレーン - ピップの後見人。
- エステラ・ハヴィシャム（英語版）: ホリデイ・グレインジャー - ハヴィシャム家の養女。
  - 若年期: ヘレナ・バーロウ（英語版）
- ミス・ハヴィシャム（英語版）: ヘレナ・ボナム＝カーター - 豪邸に住む裕福な老婦人。エステラの養母。
- エイベル・マグウィッチ（英語版）: レイフ・ファインズ - 脱獄囚。
- ジョー・ガージャリー: ジェイソン・フレミング - ピップの姉の夫で養父。鍛冶屋。
- ジョン・ウェンミック（英語版）: ユエン・ブレムナー - ジャガーズ弁護士事務所の事務員。ピップの友人に。
- ジョーの妻: サリー・ホーキンス - ピップの姉で養母。
- パンブルチュックおじさん: デヴィッド・ウォリアムス - ジョーの叔父。
- モリー: タムジン・アウスウェイト（英語版） - ジャガーズのメイド。
- ビディ: ジェシー・ケイヴ（英語版） - ピップの幼馴染。
  - 若年期: ベベ・ケイヴ（英語版）
- ハーバート・ポケット: オリー・アレクサンダー - ピップの親友。
- ベントレー・ドランムル: ベン・ロイド＝ヒューズ（英語版） - エステラの婚約者。
- 軍曹: ラルフ・アイネソン

## 作品の評価
Rotten Tomatoesによれば、81件の評論のうち高評価は68%にあたる55件で、平均点は10点満点中6.2点、批評家の一致した見解は「何度も映画化されているディケンズの古典のベスト版とまではいかないが、ワースト版というほどでは全くないマイク・ニューウェルの『大いなる遺産』は、今後のさらなる映画化を正当化するのにちょうど十分な生命を原作に吹き込んでいる。」となっている。Metacriticによれば、23件の評論のうち、高評価は9件、賛否混在は14件、低評価はなく、平均点は100点満点中60点となっている。